# Ernst Franz Salvator von Violand

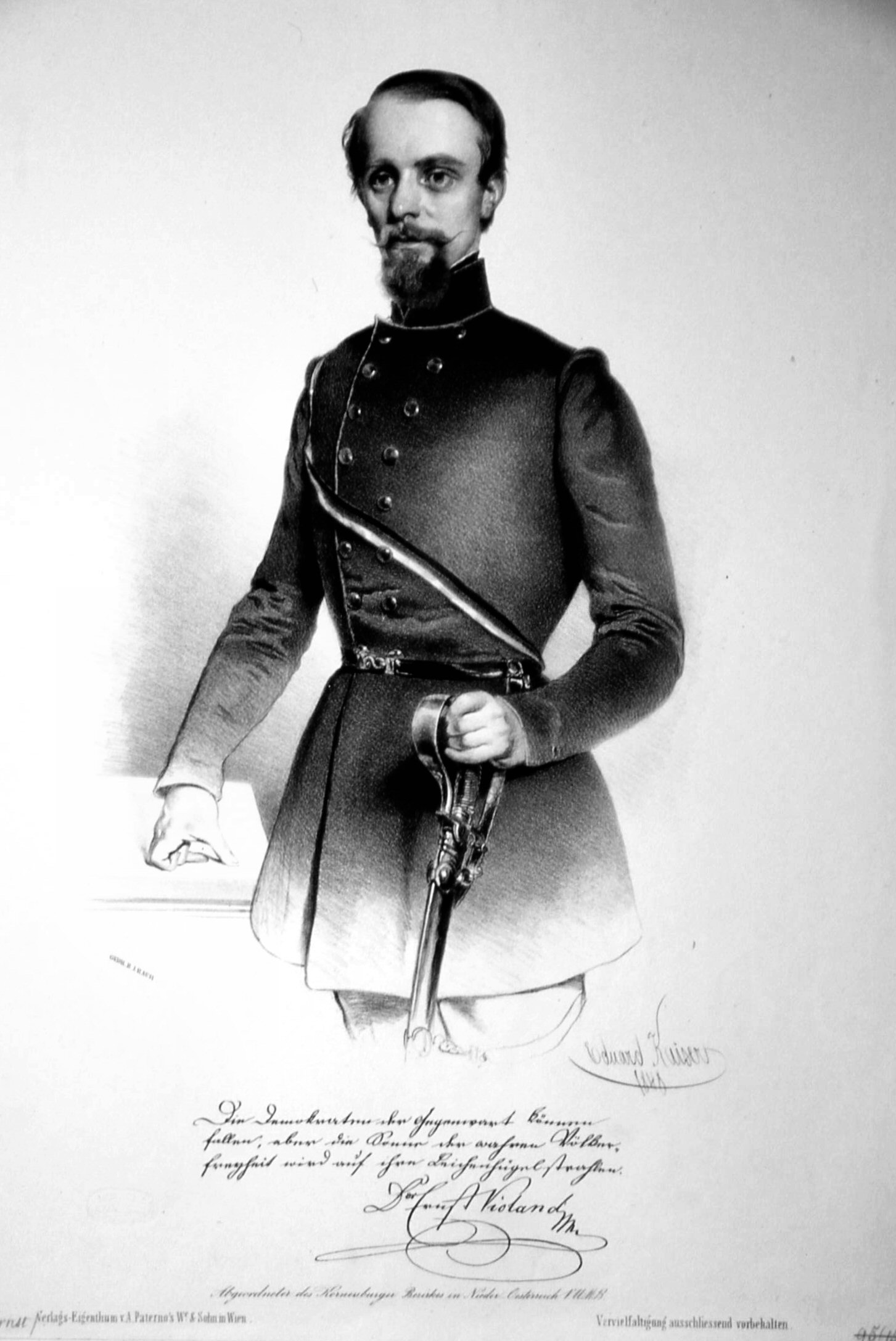
Ernst Violand, Lithographie von Eduard Kaiser, 1848

Ernst Franz Salvator von Violand (* 1818 in Wolkersdorf im Weinviertel; † 5. Dezember 1875) in Peoria war ein österreichischer Revolutionär.

## Leben
Ernst Franz Salvators Vater und Großvater waren als höhere Beamte der Straßenbauabteilung im Staatsdienst tätig und auch er war als Beamter im Dienst des Landrechtes. 1766 wurde sein Urgroßvater von Kaiser Joseph II. in den Stand eines Reichsritters erhoben. Salvator forderte später im Reichstag die Abschaffung aller Adelstitel und die damit verbundenen Privilegien. Nach dem Jurastudium 1844 zum Doktor promoviert, wurde er 1848 als Abgeordneter seines Wahlkreises Korneuburg in den Reichstag entsandt.
„Das Volk ist die Quelle und der unveräußerliche Sitz aller Macht im Staate. Die Regierung besteht nur durch die Autorität des Volkswillens“, so das politische Bekenntnis Violands.

## Revolutionär
1848 kam es dann zur Revolution – sie hatte ihre Gründe nicht nur im politischen Bereich, in den Polizeimethoden und der Unterdrückung jeder Freiheitsregung – mindestens ebenso revolutionierend wirkten die schlechten wirtschaftlichen Verhältnisse. Österreich war im Vergleich zu Westeuropa im 19. Jahrhundert ein rückständiges Land geworden. Arbeitslosigkeit, Wohnungsnot und  Teuerung kennzeichneten die Lage der Arbeiter und Studenten. Rechtlosigkeit gegenüber der Grundherrschaft und Not waren das Los der großen Mehrheit der Bauern. Unter diesen Umständen war auch die Lage des Kleinbürgertums und der Handwerker dramatisch.
Am 12. März 1848 hielten die Studenten an der Universität Wien unter der Leitung aller Professoren eine Versammlung ab, bei der eine Botschaft an den Kaiser beschlossen wurde, worin Rede- und Pressefreiheit, eine Verfassung und die Installierung einer allgemeinen Volksversammlung gefordert wurden. Am 13. März traten die Vertreter der Stände (Adel, Kirche, Bürgertum) im Landhaus in der Herrengasse zusammen. Mitten im ruhigen Verlauf der Tagung verbreitete sich unter der vor dem Landhaus versammelten und aus mehreren tausend Personen bestehenden Menschenmenge das Gerücht, Studenten seien verhaftet worden. Als die aufgeregte Menge in das Landhaus eindringen wollte, eröffneten die Soldaten, die den Eingang besetzt hielten, das Feuer. Es gab mehrere Tote, allerdings waren die Demonstranten nun nicht mehr zu halten. An diesem 13. März brach in Wien die Märzrevolution aus, die den Sturz Metternichs erzwang.
Violand ist für seine Überzeugungen auch auf die Barrikaden der Revolution gegangen.
Am 6. Oktober kam es in Wien wieder zu Kämpfen, und mit der Oktoberrevolution in Wien fand die Revolution in Österreich  ihren Höhepunkt. Nach der Ermordung des Kriegsministers Theodor Graf Baillet von Latour durch aufgebrachte Volksmassen am 6. Oktober 1848 ging die kaiserliche Armee unter Fürst Windisch-Grätz mit äußerster Härte gegen das aufständische Wien vor. Die Hoffnung der Wiener Revolutionäre auf Entsatz durch das ungarische Revolutionsheer war vergeblich; Wien wurde am 31. Oktober von den kaiserlichen Truppen eingenommen.
Mit der Kapitulation in Ungarn und Venedig im August und September 1849 endete die Revolution endgültig. Ihr besonderes Kennzeichen und zugleich die Gründe ihres Scheiterns waren das Fehlen einer programmatischen Konzeption, einer zielbewussten Führung sowie von Persönlichkeiten, die die gewonnenen Rechte und Freiheiten zu verteidigen wussten. Dazu kam, dass sich die bürgerlich-liberalen Kreise und die Bauern bald von der revolutionären Masse in Wien distanzierten. Die Revolution hatte zu viele Ziele und zerbrach in ganz Europa daran. Dennoch machte die Revolution den Weg zu einer Verfassungsänderung frei, und nach einer Periode des Neoabsolutismus und zwei verlorenen Kriegen erhielt in den 1860er Jahren die Habsburgermonarchie eine konstitutionelle Verfassung. Das wichtigste unmittelbare Ergebnis der Ereignisse von 1848 war die Bauernbefreiung und die Auflösung der feudalen Struktur, die mit einer Modernisierung des Verwaltungswesens verbunden war.
Violand wurde, wie auch Hans Kudlich und andere Abgeordnete, im Februar 1849 vom Wiener Kriminalgericht zur Verhaftung ausgeschrieben und des Hochverrates angeklagt. Durch eine abenteuerliche Flucht über Schlesien und Leipzig gelangte er nach Hamburg. 1850 schrieb er seine Erinnerungen nieder, übrigens die einzige authentische Beschreibung der Ereignisse des Jahres  1848 aus der Sicht der Besiegten. Später wanderte er, wie viele andere Revolutionäre aus dem deutschsprachigen Raum, nach Amerika aus. Dort verdiente er sich seinen spärlichen Lebensunterhalt als Tabakarbeiter in Virginia. Im Dezember 1875 starb er an einem alten Lungenleiden im Bundesstaat Illinois. Damit geriet der Vorkämpfer für die Gleichberechtigung aller Menschen bald in Vergessenheit.

## Ausstellung 2005
2005 wurde von der Weinviertelakademie in der Stadt Wolkersdorf im Weinviertel eine Ausstellung über Violand organisiert, die aber vom Bürgermeister und seiner Partei ignoriert wurde. Sie sollte Brücken von der Vergangenheit in die Gegenwart unseres Lebens bauen, vergangene Ereignisse reflektieren und bewerten und helfen, Lehren aus der Geschichte zu ziehen, damit wir die Fehler, die Generationen vor uns machten, nicht wiederholen. (Zitat TG 12/05)